# Allium assadii
Allium assadii — вид рослин з родини амарилісових (Amaryllidaceae); ендемік Ірану.

## Опис
Цибулина діаметром 1.5–2 см, кругляста; зовнішні оболонки попелясті. Стебло довжиною 25–35 см, ≈ 2/3 над поверхнею ґрунту, діаметр 2–4 мм, гладке. Листків (1)2–3, рівні або дещо довші від стебла, завширшки 1–1.5 см, лінійні, ± гнучкі та хвилясті. Зонтик щільний, (30–60)-квітковий; квітконіжки завдовжки ≈ 2 мм, ≈ рівні. Оцвітина ≈ зірчаста; сегменти завдовжки 5–6 мм, ≈ 1.3 мм ушир, ланцетні, тупі, блідо-пурпурувато-фіолетові з помітно яскравішою жилкою. Коробочка серцювата в обрисі.

## Поширення
Ендемік західно-центрального Ірану.